# خيسوس غروبر
خيسوس غروبر (بالإسبانية: Jesús Gruber)‏ هو مبارز بالسيف فنزويلي، ولد في 22 مايو 1936 في سيوداد بوليفار في فنزويلا.

## وصلات خارجية
- خيسوس غروبر على موقع اللجنة الأولمبية الدولية (الإنجليزية)
- خيسوس غروبر على موقع أوليمبيديا (الإنجليزية)